# Marc de Rougemont
Marc de Rougemont (Aubagne, 24 maggio 1972) è un ex rugbista a 15 francese, già tallonatore, dal 2010 direttore della scuola di formazione rugbistica di Seyne-sur-Mer.

## Biografia
Affacciatosi al rugby di vertice nel Tolone, con il quale vinse il campionato francese nel 1991/92, esordì in Nazionale nel corso del Cinque Nazioni 1995 contro l'Inghilterra; partecipò in seguito alla Coppa del Mondo di rugby 1995 in Sudafrica raggiungendo il terzo posto finale; prese parte anche ai Cinque Nazioni del 1996 e 1997, quest'ultimo vinto con il Grande Slam: una settimana dopo tale impresa disputò il suo ultimo match internazionale, la finale di Coppa FIRA 1995/97, che si risolse in una sconfitta 32-40 a opera dell'Italia, per la prima volta vincitrice di un test contro i francesi.
Dal 1998 al 2000 al Bordeaux, tornò al Tolone prima di trascorrere sei stagioni al PARC, di Aix-en-Provence; dopo un breve ingaggio nel 2006 da parte del Marsiglia-Provenza, dal 2007 milita a La Seyne-sur-Mer, in terza divisione.
Nonostante il termine della sua carriera nel 2010 e la nomina a direttore di un centro di formazione rugbistica creato dall'US Seyne, è tornato in campo nel torneo di Fédérale 2 2010-11 per qualche incontro, per sopperire ad alcuni infortuni che avevano assottigliato l'organico della squadra.